# Кушнір Іван Юрійович

Пам'ятник медикам у Львові, 1975

Кушнір Іван Юрійович (11 червня 1925, Рахів — 1992) — український скульптор.

## Біографія
Народився в Рахові в родині залізничника. Закінчив гімназію в Мукачевому. Від 1948 року навчався в Ужгородському університеті. 1954 року закінчив відділ монументально-декоративної скульптури Львівського інституту прикладного та декоративного мистецтва. Серед викладачів з фаху великий вплив справив Іван Севера. Член Спілки художників УРСР. Від 1966 року викладав у Львівському інституті прикладного та декоративного мистецтва. Проживав у Львові в будинку № 2 на вулиці Гулака-Артемовського.
Роботи
- Пам'ятник Олексі Борканюку в селі Ясіня (1954).[2]
- «Трембітар» (1956—1957).[2]
- «Гуцульське весілля» (1956—1957).[2]
- «В. І. Ленін і Бела Кун» (1959, гіпс тонований, 59×33×20).[4]
- Портрет профестора Ю. Караванова (1962, штучний камінь, 63×49×31).[4]
- Портрет Семена Гулака-Артемовського (1964).[2]
- Пам'ятник на могилі професора Андрія Брагінця на Личаківському цвинтарі, поле № 1 (1965, граніт, бронза).[5]
- Портрет професора Андрія Брагінця (1966, тонований гіпс, 58×52×41).[4]
- Пам'ятник Богданові Хмельницькому в селі Кунин Жовківського району (1966).[6]
- Пам'ятник Володимиру Леніну в місті Новий Розділ (1967).[7],
- Пам'ятник Володимиру Леніну в селі Соколівка Буського району (1967, архітектор С. Соколов).[8]
- Пам'ятник Володимиру Леніну поблизу смт Диканька (1970).[9]
- Пам'ятники землякам, загиблим у Другій світовій війні у селах: Поромів, Переславичі (обидва 1969)[10], Стремільче (1971)[11], Добростани (1981).[12]
- Портрет Юрія Дрогобича (1975, шамот, 54×34×38).[3]
- Пам'ятник на вулиці Пекарській, 52 у Львові на честь подвигу радянських медиків у Другій світовій війні (1975, скульптор Аполлон Огранович).[13]
- Портрет члена-кореспондента АН УРСР професора Федора Палфія (1977, бронза, 56×30×35).[3]
- Пам'ятники радянським солдатам у Добромилі (1980, архітектор Мирон Вендзилович)[14] і Старому Самборі (1980, архітектор Мирон Вендзилович).[15]
- Портрет хірурга Михайла Павловського 1982, тонований гіпс, 60×46×37.[16]
- Погруддя Івана Севери.[1]
- Портрет Олега Криси.[17]
- Портрет Степана Турчака.[17]
- Портрет доктора медичних наук Павла Подорожного.[17]
- Портрет хірурга професора Дмитра Бабляка.[17]
- Портрет Михайла Даниленка.[17]